# ときめきワイド
ときめきワイドは、STVラジオで1985年から2013年3月まで生放送されていたラジオ番組。放送最終のタイトルは、みのやと佳子のときめきワイド。
時代によって全体を一人のパーソナリティが仕切るワイド方式になる場合と、複数の番組を合わせたコンプレックス形式になる場合があった。

## 放送時間
月曜〜金曜日 12:00〜14:55（2011年4月〜最終回まで）

## 出演者

### パーソナリティ（終了時）
- みのや雅彦
- 内山佳子（STVアナウンサー）

### リポーター
- 神谷誠（STVアナウンサー、火・水曜中継）
- 中嶋シゲキ（D.O.G、木・金曜中継）
  - ランラン号リポーター（メンバーはリンク先参照）

【過去のリポーター】
- 安田優子（元ランラン号、月曜〜スタジオから）

### ぞっこん!スポーツ
- 永井公彦
- 宮永真幸
- 藤井孝太郎（以上、STVアナウンサーが毎回日替わりで出演）

## 沿革
- 1985年 - 12:00 - 16:00の4時間番組「ときめきワイド」として放送開始。1時間ずつの4部構成で、12時台「喜瀬ひろしのどんと歌謡曲」と15時台「喜瀬となおこの歌謡パレード」を喜瀬浩（15時台パートナーに堺なおこ、のちに織田亮子、船守さちこ）、13時台「準基と淳子の1時が万事」・14時台「もっと昼下がり」を、工藤準基と山上淳子が担当。留守番電話で24時間メッセージを受け付ける「おきTEL君」開始（13・14時台で紹介）。
- 1991年10月 - 工藤が午前帯ワイド「工藤じゅんきの十人十色」（10:00〜11:55）に移動したため、4時間を全て喜瀬が担当。
- 1992年4月 - 喜瀬が再び12時台・15時台の2時間だけの担当に。13時台は「1時のこんな話」、14時台「ふれあいの2時」として、千秋幸雄が担当。15時台のアシスタントが山本洋子に交代。
- 1994年
  - 4月 - 15時台のアシスタントが山本洋子から落合美穂に交代。
  - 10月 - 13時台と14時台のアシスタントが落合美穂から神原智己に交代。
- 1996年 - 金曜日の同時間帯で『竹丸・なおこの花まる金曜日』の放送開始に伴い、月曜日〜木曜日の放送に短縮。
- 1997年
  - 4月1日 - パーソナリティシャッフルで「木村洋二のときめきワイド」に。
  - 10月 - 13・14時台が「千秋・室田のパッパラパラダイス」となり、アシスタントが室田智美に交代。
- 1997年10月 - 1999年3月 - 金曜12時台を喜瀬が中継先に出向く「喜瀬ひろしの花金どんと歌謡曲」に（ときめきワイドの冠はつかず）。以降、「金曜ルンルン」「あおぞら歌謡曲」などと、半年ごとに番組名を変更。アシスタントは高山幸代が担当した（13時以降は、引き続き「竹丸・なおこの花まる金曜日」）。
- 1998年4月1日 - 再びパーソナリティシャッフルで、「船守さちこのときめきワイド」に。12時台は船守ひとりの「どんと歌謡曲」、13・14時台は福永俊介と矢野聖子による「俊介・聖子のパッパラパラダイス」、15時台は、船守と永井公彦による「歌謡パレード」であった。中継は巻山晃が担当した。
- 1999年 - 喜瀬と室田のデュエットで、ポニーキャニオンから「ふたりの札幌」でCDデビュー。
- 1999年4月 - 2000年9月 - 「ときめきワイド 喜瀬ひろしの電波中年」に改題。12時台は喜瀬1人での放送。13時台から鈴木亜紀がアシスタントで入るが、1999年10月に安田優子にかわる。
- 1999年10月 - 2001年3月までは、12:00〜15:00までの放送。
- 2000年10月 - 放送日が月曜日〜金曜日に戻る。TEAM NACSの森崎博之がレポーター陣に加わる。
- 2002年2月6日 - 喜瀬らが前日に「おきなわマラソン」を走り、この日は同じNRN系列のラジオ沖縄から生放送。
- 2003年
  - 4月 - 以前のような12時台、13・14時台、15時台の3部構成に戻り、12時台「どんと歌謡曲」、13・14時台は「谷口祐子の元気ジンジン」を谷口祐子とアシスタントでSTV男性、15時台「喜瀬と優子のヒットパレード」となった。
  - 15時台のアシスタントが安田優子から急式裕美に交代。レポーターも森崎から同じくTEAM NACSの音尾琢真に交代。
- 2003年10月 - レポーターが音尾から岡本博憲に交代。また時を同じくして、横井いわく兄弟番組(?)の「よこい君とおかもと君」開始。
- 2005年10月 - 15時台のアシスタントが鹿角美果に交代。「元気ジンジン」が谷口祐子→急式裕美に交代
- 2006年
  - 4月 - 「元気ジンジン」が終了。13・14時台は「午後もトコトン」として、みのや雅彦・急式裕美が担当。
  - 10月 - 番組名が「喜瀬ひろしのときめきワイド」から、冠を取って「ときめきワイド」のみになる。さらに、12時台「喜瀬ひろしのどんと歌謡曲」、13・14時台「みのや雅彦の午後もトコトン」とタイトル変更。レポーターが岡本から藤井孝太郎に交代。10月23日〜27日まで喜瀬がリフレッシュ休暇。ピンチヒッターとして、どんと歌謡曲をみのや雅彦が担当（午後もトコトンもふくめて3時間担当）。ヒットパレードを吉川典雄が月〜木、横井健一が金曜日を担当した。
- 2007年10月 - 「午後もトコトン」のアシスタントが急式から、高山幸代に交代。
- 2008年3月 - 28日で喜瀬と鹿角がそれぞれ他の番組へ異動するため番組を卒業。31日からは3部構成を撤廃し、みのやと高山による「みのや雅彦のときめきワイド」となり、放送時間が12:00 - 15:00の3時間に縮小（15:00からは「牧やすまさのスーパースクランブル」となる）。
- 2010年
  - 4月 - 鈴木亜紀がアシスタントに加入。月〜水：高山、木・金：鈴木の体制となる。
  - 10月 - 鈴木亜紀が番組を卒業し、再びみのや・高山コンビとなる。また番組タイトルも「みのやと幸代のときめきワイド」に改称され、一部コーナーのリニューアルが図られた。レポーターは藤井が別コーナーに異動のため、神谷誠に交代。なお、当初高山が体調不良で休むことがあり、卒業したばかりの鈴木がピンチヒッターとして番組に呼び戻されることもあった。
- 2011年
  - 1月 - 1月10日12:00 - 13:00 JSTに、STVラジオ分社化後で初となる「ホリデースペシャル」『McDonald's Big America2 presents DJマサのビバ!アメリカ』を、洋楽に詳しい帰国子女DJマサ（みのやとは別人設定）がナビゲートし、高山がアシスタントを務めた。
  - 10月 - 高山幸代が産休に入るため9月30日で番組を卒業し、内山佳子がアシスタントに加入した。
- 2013年
  - 3月1日 - 同年3月29日を以て最終回を迎えることが発表された。
  - 3月29日 - この日の放送をもって、28年間の放送に幕を閉じる。

## 竹丸・なおこの花まる金曜日
1996年より放送開始。午前の河村通夫の桃栗金曜日と同時に金曜編成として開始。桂竹丸と堺なお子のコンビで13:00～18:00の5時間の放送。中継レポーターは柳澤利幸→吉川典雄。2000年9月放送終了。
主なコーナー
- まちの情報きわめつけ
- 人として～重箱の隅の隅～
- 夫婦の体温～アナタも出てみませんか？～

## 聴取率
ビデオリサーチの札幌地区民放4局合同ラジオ個人聴取率調査（6月・12月に各7日間ずつ実施）において、1985年の放送開始以来、長らく同時間帯ラジオ番組トップを維持。
しかし2006年上期調査で、HBCラジオの『カーナビラジオ午後一番!』に初めて敗れた。その後も「カーナビ〜」優位の状況が続いており、2008年の調査では2回とも「カーナビ〜」が同時間帯単独トップを獲得。さらに2009年6月調査では、「カーナビ〜」だけではなく、同年4月1日に放送を開始したばかりのAIR-G'の『lief』にも敗れるという事態となった（1位：『カーナビラジオ午後一番!』2.8%、2位『lief』2.5%、3位『ときめきワイド』2.3%）
しかし、2010年6月調査では12時台と2時台で、4年ぶりのトップとなるが、同年12月の調査では再びHBCラジオに負けて2位となった。2012年12月調査でも『lief』には勝利するものの『カーナビ〜』には0.7%差で大差をつけられて2位となった。